# Ken (nome giapponese)
Ken  è un nome proprio di persona giapponese maschile.

## Origine e diffusione
È basato sul kanji 健 (ken, presente anche in Kenzō), che vuol dire "forte", "in salute"; è quindi analogo per significato ai nomi Igino e Zdravko. 
Va notato che questo nome coincide con Ken, un nome inglese omografo, ma ben distinto.

## Onomastico
Si tratta di un nome adespota, in quanto non è portato da alcun santo. L'onomastico si festeggia quindi il 1º novembre, in occasione di Ognissanti. 

## Persone
- Ken Domon, fotografo e fotoreporter giapponese
- Ken Hirai, cantante e produttore discografico giapponese
- Ken Ishikawa, fumettista, scrittore e sceneggiatore giapponese
- Ken Mitsuishi, attore giapponese
- Ken Narita, doppiatore e attore giapponese
- Ken Sugimori, disegnatore giapponese
- Ken Takakura, attore giapponese
- Ken Watanabe, attore giapponese

## Il nome nelle arti
- Ken Kaneki è il protagonista della serie manga e anime Tokyo Ghoul.